# Mouthe
Mouthe é uma comuna francesa na região administrativa de Borgonha-Franco-Condado, no departamento de Doubs. Estende-se por uma área de 39 km². Em 2010 a comuna tinha 1 108 habitantes (densidade: 28,4 hab./km²).